# Henry Bataille
Félix-Henri Bataille (4 de abril de 1872 em Nîmes - 2 de março de 1922 em Rueil-Malmaison) foi um dramaturgo e poeta francês. Suas obras foram populares entre 1900 e o começo da Primeira Guerra Mundial. 
Os pais de Bataille morreram quando ele era jovem. Ele estudou pintura na École des Beaux-Arts e na Académie Julian, mas começou a escrever quando tinha 14 anos. Henry escreveu peças e poemas, e após o sucesso de sua segunda peça, La Lépreuse, passou a dedicar-se exclusivamente à dramaturgia. Os primeiros trabalhos de Bataille exploraram os efeitos da paixão na motivação humana, e como as convenções sociais da época eram sufocantes. Por exemplo, Maman Colibri é trata de um caso amoroso entre uma mulher de meia-idade e um homem mais jovem. Mais tarde, Bataille gravitaria em direção ao teatro de idéias e o drama social. 
Bataille também foi um teórico da motivação subconsciente. Embora ele não tenha usado suas teorias na maioria de seus trabalhos, ele influenciou dramaturgos posteriores como Jean-Jacques Bernard e a chamada "escola do silêncio". 
Seu túmulo inclui uma réplica do famoso Transi de Renato de Chalon, esculpida por François Pompon em 1922. 

## Obra
- La Belle au bois dormant, 1894
- La Chambre blanche, 1895
- La Lépreuse, 1896
- L'Enchantement, 1900
- Le Masque, 1902
- Maman Colibri, 1904
- La Marche nupitale, 1905
- Poliche, 1906
- La Femme nue, 1908
- Le Scandale, 1909
- La Vierge folle, 1910
- L'Enfant de l'amour, 1911
- Le Phalène, 1913
- L'Amazone, 1916
- La divine tragédie, 1917
- L'Animateur, 1920
- L'Homme à la rose, 1920
- La Tendresse, 1921
- La Possession, 1921
- La Chair humaine, 1922

## Filmografia
- La donna nuda, dirigido por Carmine Gallone (Itália, 1914, baseado na peça La Femme nue )
- La marcia nuziale, dirigido por Carmine Gallone (Itália, 1915, baseado na peça La Marche nupitale )
- La falena, dirigido por Carmine Gallone (Itália, 1916, baseado na peça Le Phalène )
- L'Enfant de l'amour, dirigido por Emilio Ghione (Itália, 1916, baseado na peça L'Enfant de l'amour )
- Maman Colibri, dirigido por Alfredo De Antoni (Itália, 1918, baseado na peça Maman Colibri )
- Le Scandale, dirigido por Jacques de Baroncelli (França, 1918, baseado na peça Le Scandale )
- Incantesimo, dirigido por Ugo Gracci (Itália, 1919, baseado na peça L'Enchantement )
- La vergine folle, dirigido por Gennaro Righelli (Itália, 1920, baseado na peça La Vierge folle )
- La maschera, dirigido por Ivo Illuminati (Itália, 1921, baseado na peça Le Masque )
- La donna nuda, dirigido por Roberto Roberti (Itália, 1922, baseado na peça La Femme nue )
- The Scandal, dirigido por Arthur Rooke (UK, 1923, baseado na peça Le Scandale )
- La Femme nue, dirigido por Léonce Perret (França, 1926, baseado na peça La Femme nue)
- La Vierge folle, dirigido por Luitz-Morat (França, 1929, baseado na peça La Vierge folle )
- La Marche nupitale, dirigido por André Hugon (França, 1929, baseado na peça La Marche nupitale)
- La Possession, dirigido por Léonce Perret (França, 1929, baseado na peça La Possession )
- Der Narr seiner Liebe, dirigido por Olga Chekhova (Alemanha, 1929, baseado na peça Poliche )
- Maman Colibri, dirigido por Julien Duvivier (França, 1929, baseado na peça Maman Colibri )
- L'Enfant de l'amour, dirigido por Marcel L'Herbier (França, 1930, baseado na peça L'Enfant de l'amour )
- La Tendresse, dirigido por André Hugon (França, 1930, baseado na peça La Tendresse ) 
  - Zärtlichkeit, dirigido por Richard Löwenbein (Alemanha, 1930, baseado na peça La Tendresse )
- La Femme nue, dirigido por Jean-Paul Paulin (França, 1932, baseado na peça La Femme nue)
- Le Scandale, dirigido por Marcel L'Herbier (França, 1934, baseado na peça Le Scandale )
- Poliche, dirigido por Abel Gance (França, 1934, baseado na peça Poliche )
- The Private Life of Don Juan, dirigido por Alexander Korda (Reino Unido, 1934, baseado na peça L'Homme à la rose )
- La Marche nupitale, dirigido por Mario Bonnard (França, 1935, baseado na peça La Marche nupitale ) 
  - La marcia nuziale, dirigido por Mario Bonnard (Itália, 1935, baseado na peça La Marche nupitale )
- Maman Colibri, dirigido por Jean Dréville (França, 1937, baseado na peça Maman Colibri)
- Druga młodość, dirigido por Michał Waszyński (Polônia, 1938, baseado na peça Maman Colibri)
- La Vierge folle, dirigido por Henri Diamant-Berger (França, 1938, baseado na peça La Vierge folle)
- Imprudencia, dirigido por Julián Soler (México, 1944, baseado na peça Le Scandale)
- L'Enfant de l'amour, dirigido por Jean Stelli (França, 1944, baseado na peça L'Enfant de l'amour)
- La Femme nue, dirigido por André Berthomieu (França, 1949, baseado na peça La Femme nue)